# Kostel svatého Machuta (Rouen)

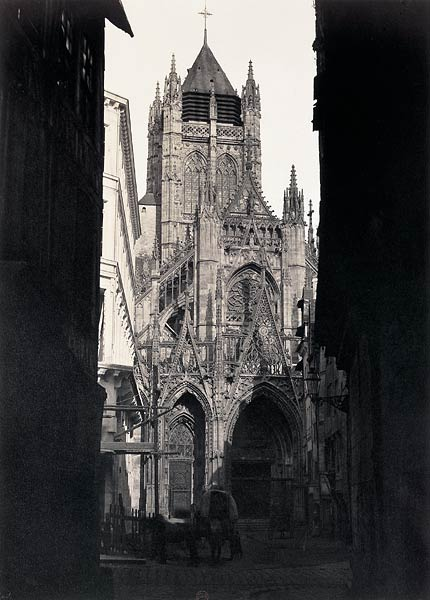
Věž

Kostel svatého Machuta (francouzsky Saint-Maclou), vystavěný na náměstí Berthelemy v centru Rouenu v gotickém slohu je zasvěcen bretaňskému světci sv. Machutovi (Makloviovi), biskupovi ze Saint-Malo.

## Historie
Budova je postavena na místě původního farního kostelíku z 13. století. Výkresy zhotovil stavitel Pierre Robin. Výstavba probíhala pravděpodobně v letech 1437 až 1521. Stavba chóru 1437 až 1452, stavba hlavní lodi 1452 až 1489 a stavba věže 1487 až 1521. V roce 1944 byl kostel poškozen bombardováním.

## Architektura
Kostel ve stylu plaménkové gotiky je asi 23 metrů vysoký a 55 metrů dlouhý; věž měří 83 metrů. Má pět portálů, dva jsou nad slepými dveřmi. Stavba v bazilikálním stylu má čtyři kaple a osmiboký chór.